# Castanea crenata
Castanea crenata, el castaño japonés, es un árbol de la familia Fagaceae.

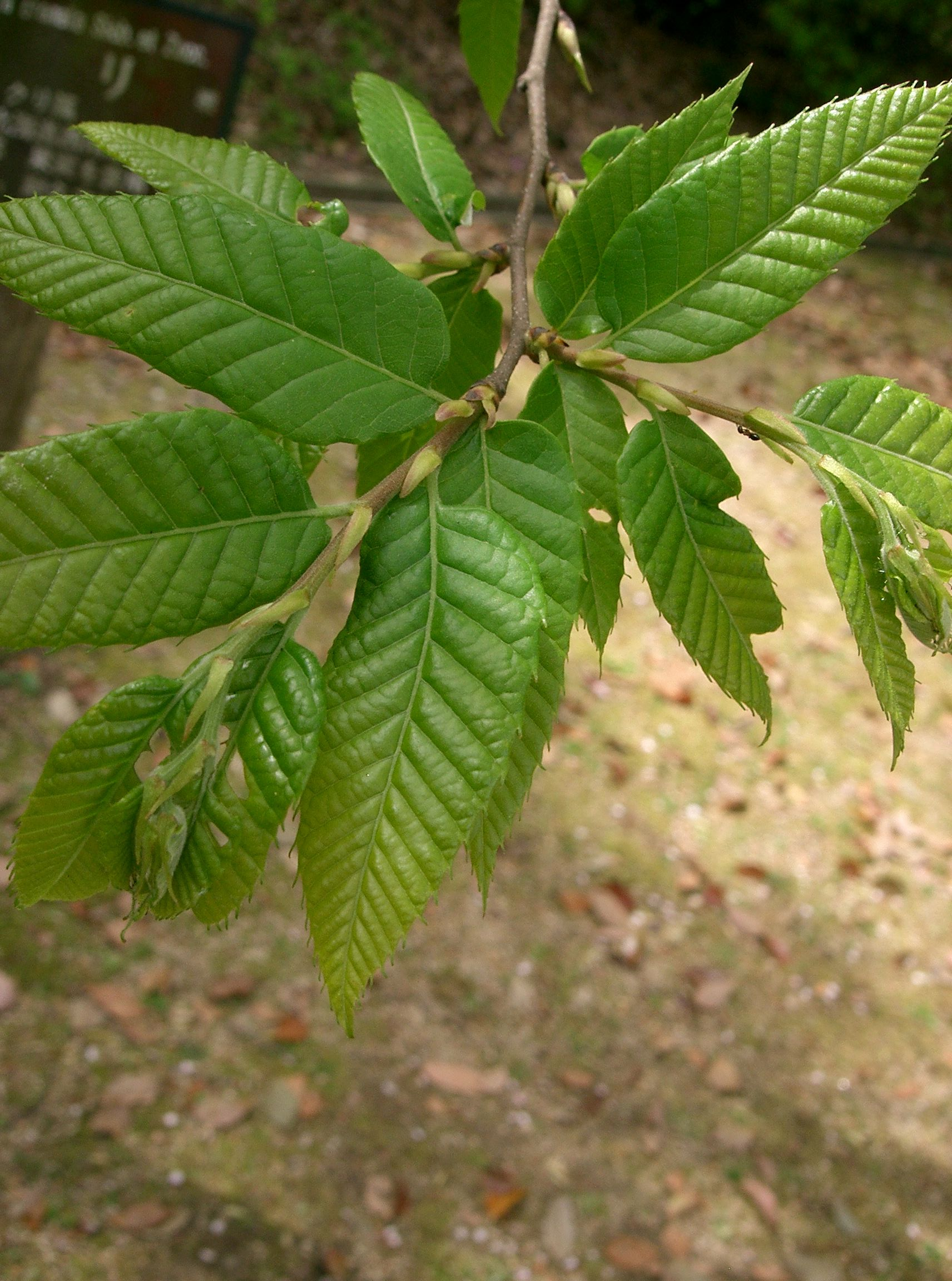
Hojas.

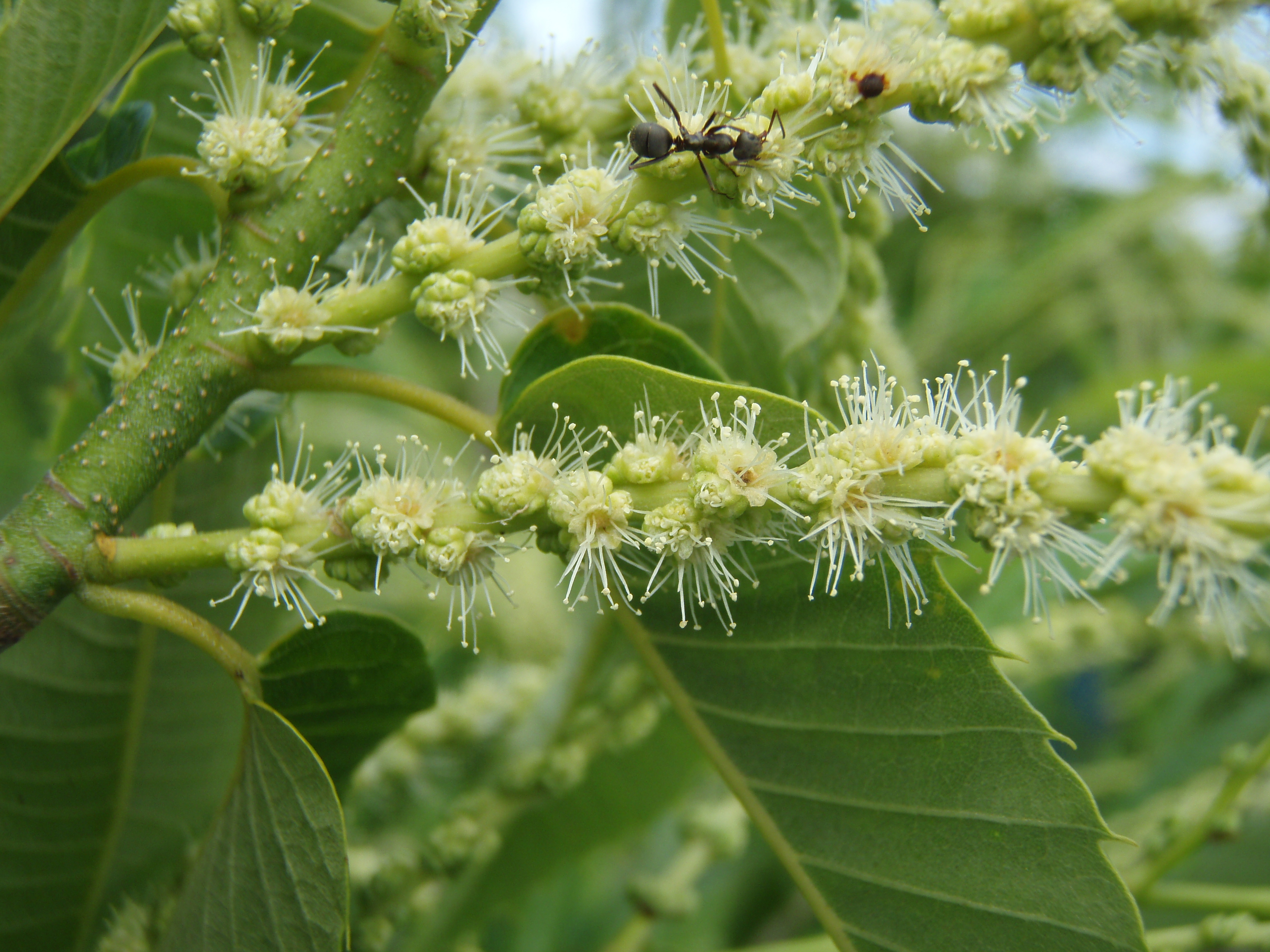
Amentos masculinos.

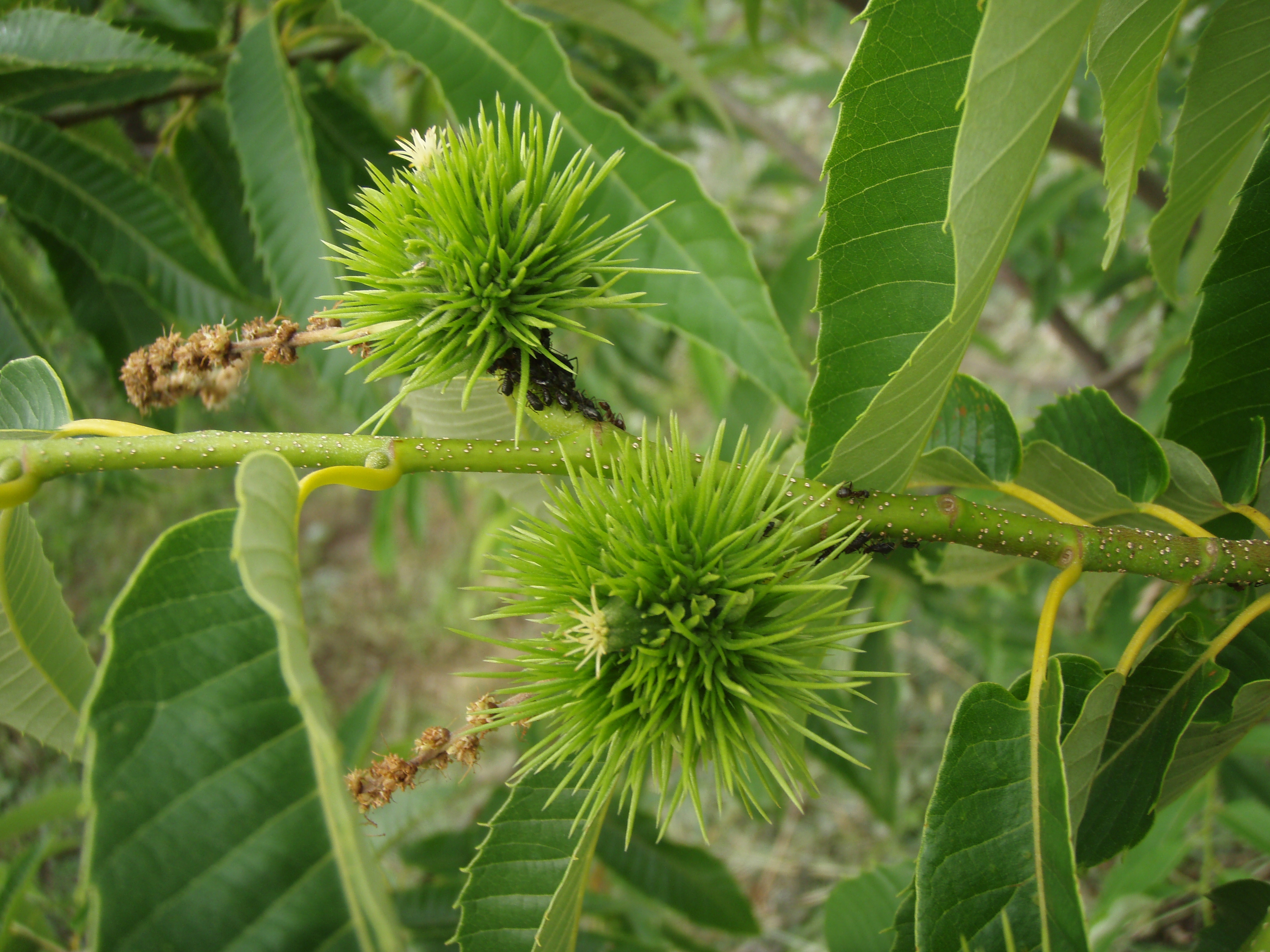
Frutos incipientes.

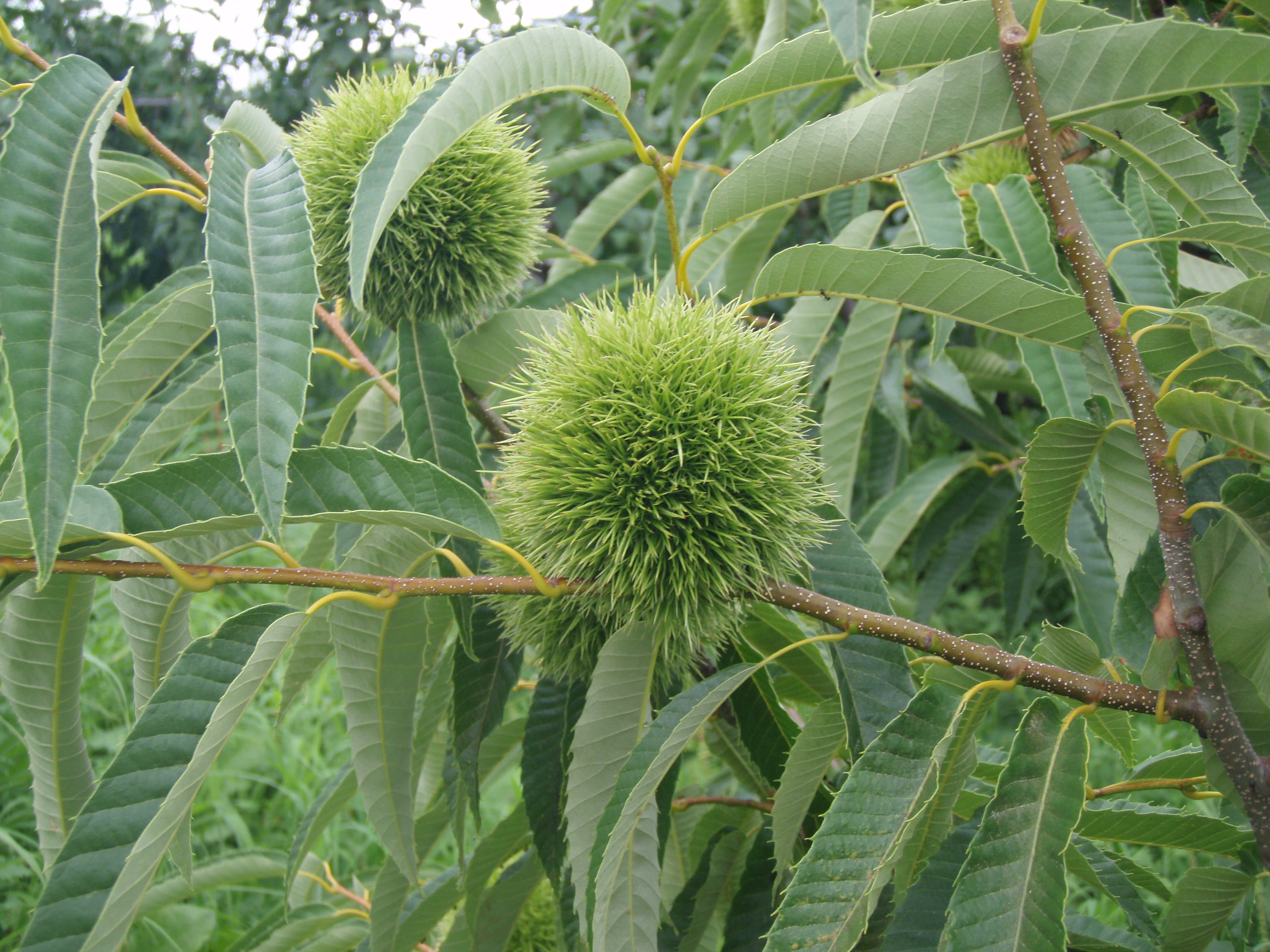
Frutos inmaduros in situ.

## Descripción
Es un árbol o arbusto caducifolio que llega a los 15 metros de altura, con corteza parda, hendida longitudinalmente y ramitas glabrescentes, castaño-rojizas, brillantes. El peciolo de las hojas mide 0,5-2,5cm y el limbo es oblongo-lanceolado de 8-19 cm de largo por 3-5 cm de ancho. Dichas hojas tienen la base redondeada o cordada y el envés con nervios tomentosos cuando jóvenes, el ápice acuminado-agudo y dientes finos y regulares en los márgenes crenado-dentados. Las inflorescencias masculinas son amentos de 7-20 cm erguidos en lo alto del árbol, y las femeninas, que están en la parte inferior del amento, constan de 3 por cúpula. Los frutos son nueces/aquenios de 5-6 cm de diámetro con calibio cubierto de espinas de 1-1,5 cm de largo, con 2-3 (o sea el número de flores fecundadas no abortadas), aquenios de 2-3 cm obtusos y redondeados en el ápice.
Florece en abril-junio y fructifica en  septiembre-octubre.

## Distribución
Es nativo de Japón y Corea del Sur de donde ha sido introducido en China en los años 1910 y donde está ampliamente cultivado; también introducido en países como Italia, Portugal, España y Estados Unidos (Florida)

## Taxonomía
Castanea crenata fue descrita por Siebold & Zucc. y publicado en Abhandlungen der Mathematisch-Physikalischen Classe der Königlich Bayerischen Akademie der Wissenschaften 4(3): 224. 1846.
Citología
Número de cromosomas de Castanea crenata (Fam. Fagaceae) y taxones infraespecíficos: n=12; 2n=22, 24
Etimología
- Castanea: nombre genérico que deriva del Griego χάστανον y luego el Latín castănĕa, -ae, nombre del castaño y de la castaña (Virgilio, Bucolicas,1, 82), esta última también llamada castanea nux (Virgilio, Bucolicas, 2, 52), la nuez del castaño.[8] También podría derivar de Castanaea, -ae o Castana, -ae, ciudad de Asia Menor o, según otros, del nombre armenio de este árbol.[2]

- crenata: epíteto latino neológico que significa "con muescas".[9]

Sinonimia
- Castanea castanea var. pubinervis Sarg.
- Castanea chinensis Hassk.
- Castanea japonica Blume
- Castanea kusakuri (Blume) Koidz.
- Castanea pubinervis C.K.Schneid.
- Castanea sativa var. japonica (Blume) Seemen
- Castanea sativa var. pubinervis (C.K.Schneid.) Makino
- Castanea stricta Siebold & Zucc.
- Castanea vulgaris var. elongata A.DC.
- Castanea vulgaris var. japonica (Blume) A.DC.
- Castanea vulgaris var. kusakuri (Blume) A.DC.
- Castanea vulgaris var. subdentata A.DC.[10]

## Nombre común
- Castellano: castaño japonés.[11]